# Система координат UTM
Universal Transverse Mercator (UTM або укр. Система координат універсальної поперечної проєкції Меркатора) конформаційна проєкція, яка використовує двовимірну Декартову систему координат, щоб задати координати місця розташування на поверхні Землі. Подібно до традиційного методу із використанням широти і довготи, має горизонтальне представлення позиції, оскільки вона задає координати на поверхні землі не залежно від вертикальної позиції. Однак, вона відрізняється від традиційного методу декількома аспектами.
Система UTM не є суцільною картографічною проєкцією. Замість того система поділяє Землю на шістдесят зон, кожна займає смугу в шість градусів по довготі, і в кожній використовується січна проєкція Гауса-Крюгера.

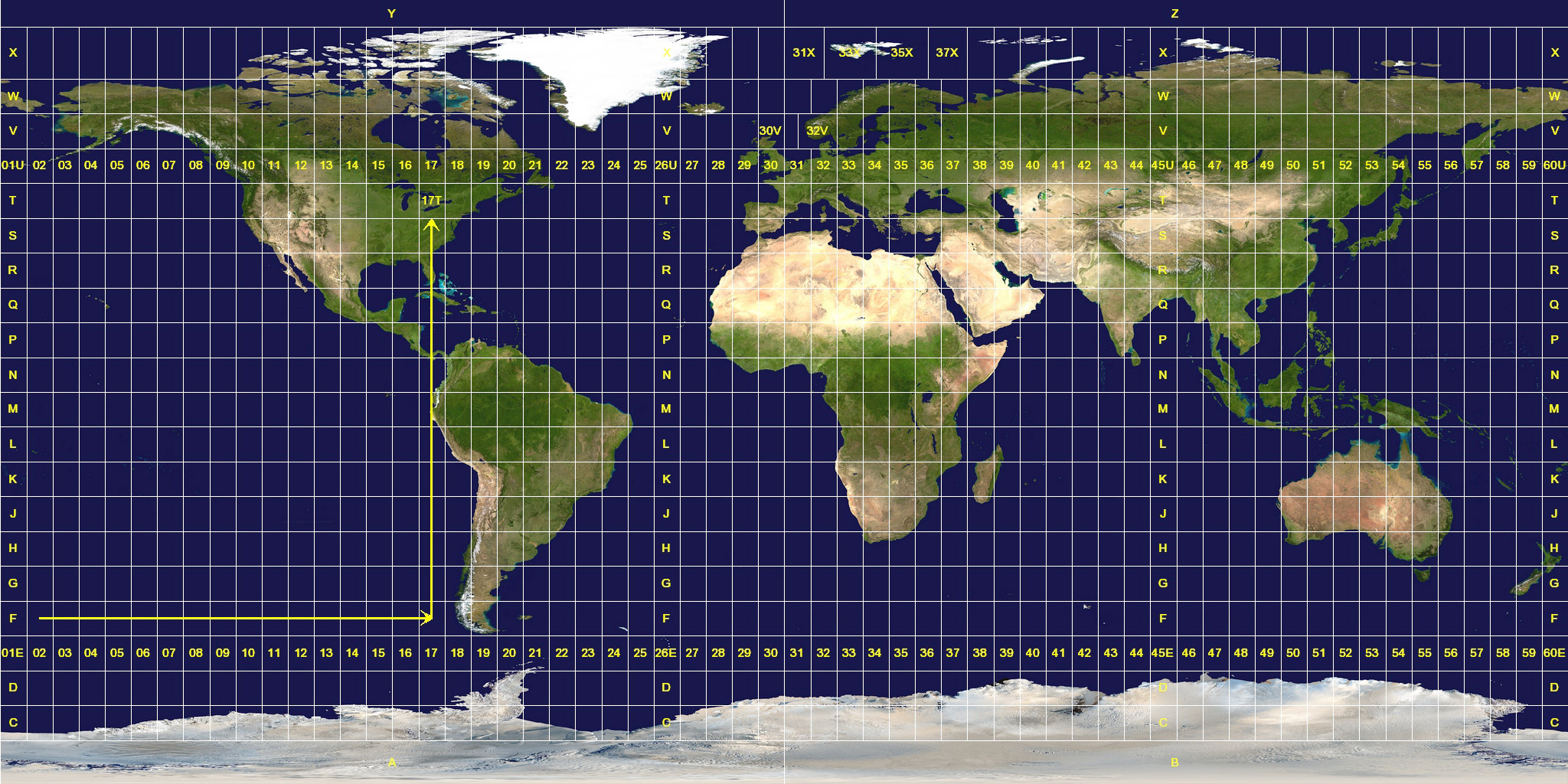
Сітка системи UTM.

## Історія
Більшість американських опублікованих джерел не мають інформації про походження системи UTM. Вебсайт NOAA стверджує, що система була розроблена Інженерними військами США, і публікує матеріали, в яких явно не йдеться про походження цього твердження. Однак, серія фотографій знайдена в архіві Bundesarchiv-Militärarchiv (військовий розділ Федерального архіву Німеччини), що очевидно датовані 1943—1944 роками мають підпис із указанням системи UTMREF, в якому наводиться сітка з літерами і числами, і які мають проєкцію відповідну до поперечної проєкції Меркатора,, ця знахідка може означати, що деяка система, що мала назву — система координат UTM, було розроблене ще в 1942–43 роки Вермахтом. Ймовірно вона була розроблена «Abteilung für Luftbildwesen» (Відділом повітряної розвідки). З 1947 армія США впровадила дуже подібну систему, але з не стандартним коефіцієнтом масштабування 0.9996 відносно центрального меридіану, що відрізняється він німецького коефіцієнту 1.0. Для задавання моделі Землі в системі UTM зараз використовується еліпсоїд WGS84, це означає, що поточна система UTM в окремій точці може відрізнятися до 200 метрів від старої. Для різних географічних регіонів можуть використовуватися окремі системи датуму (наприклад, ED50, NAD83).

## Визначення

### UTM зона
Система UTM поділяє Землю між широтою 80°S і широтою 84°N на 60 зон, кожна завширшки в 6° довготи. Зона один 1 займає область від 180° довготи до 174° W довготи; збільшення номера зони відбувається на схід до значення 60, і ця зона покриває область від 174°E до 180° довготи.
Для кожної з 60 зон застосовується проєкція Гауса-Крюгера, яка дозволяє картографувати великий регіон з півночі на південь із незначним спотворенням. Завдяки використанню вузьких зон в 6° довготи (до 800 км) в ширину, і зменшенню коефіцієнту масштабування здовж центрального меридіану до 0.9996 (співвідношення в 1:2500), степінь спотворення є меншою за 1 частину з 1000 в середині кожної зони. Спотворення масштабу збільшується до 1.0010 на межі зон уздовж екватора.

### Смуги широт
Смуги широт не є частиною системи UTM, вони скоріше є частиною іншої системи «military grid reference system» (MGRS). Однак вони іноді використовуються.
Кожна зона поділена на 20 смуг широти. Кожна смуга має висоту в 8 градусів, і позначається літерами починаючи з літери «C» з паралелі 80°S, і слідують в порядку зростання відповідно до англійського алфавіту і закінчується літерою «X», при тому літери «I» і «O» пропускаються (оскільки вони подібні до чисел один і нуль). Остання смуга широти, «X», збільшена на додаткові 4 градуси, таким чином вона закінчується на 84°N паралелі, і покриває саму північну частину Землі.
Смуги широт «A» і «B» також існують, так само як і смуги «Y» і «Z». Вони покривають західну і східну частини Антарктики і Арктики відповідно. Зручним мнемонічним способом запам'ятовування є згадка, що літера «N» є першою літерою на «північній півкулі» (north), тому будь-яка літера до літери «N» в алфавіті буде позначена на південній півкулі, а будь-яка літера після «N» знаходиться в північній півкулі.

## Варіант MTM

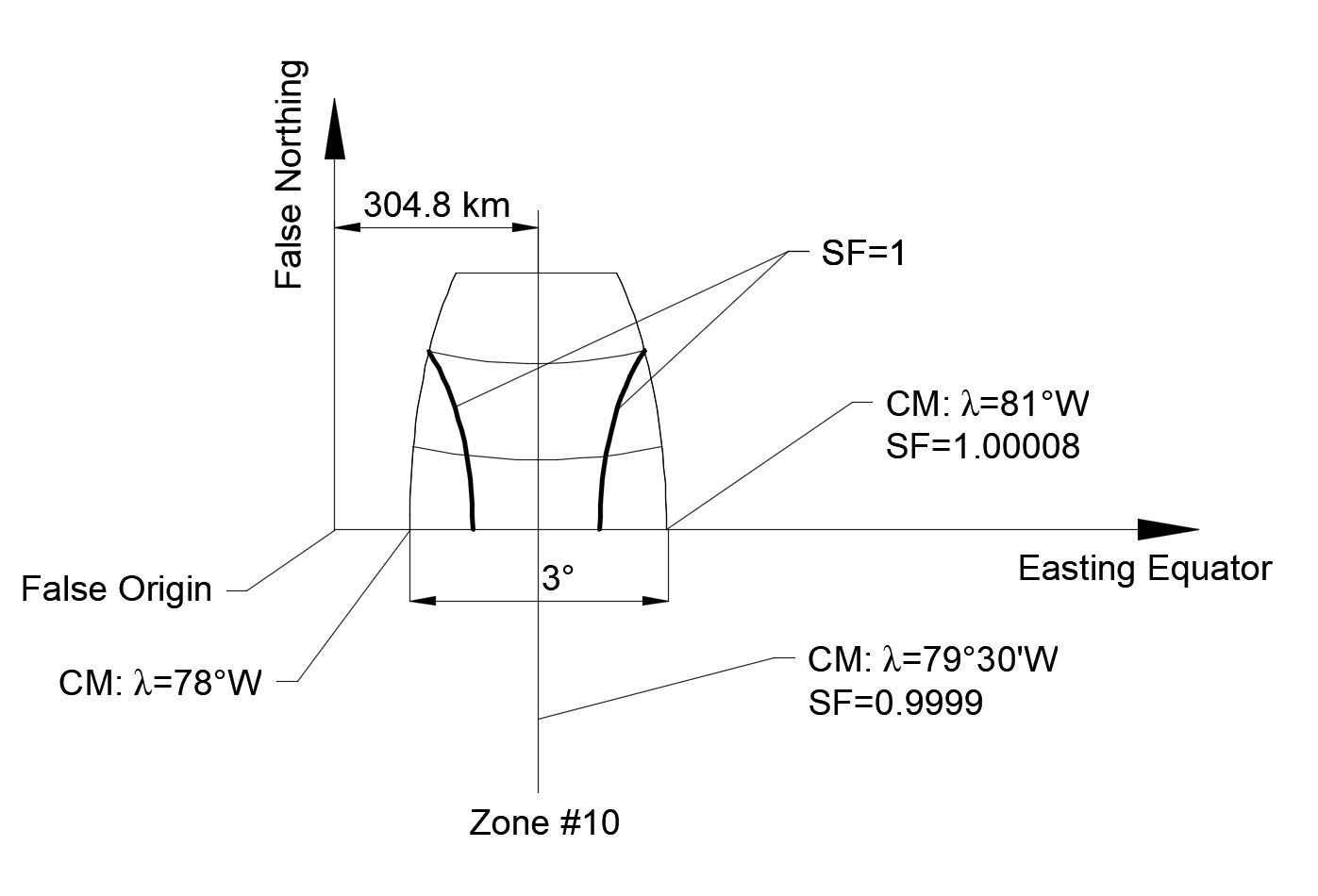
Проєкція MTM для зони 10, яка включає місто Торонто.
Провінція Онтаріо входить до зон 8–17 (10 зон). Масштабний коефіцієнт (SF — scale factor) змінюється від 0,9999 на центральному меридіані до 1,00008 на межі зони.

Модифікований варіант координатної системи UTM під назвою Modified Transverse Mercator (MTM) застосовується у Канаді. Він подібний до UTM, але використовує проєкцію Гауса — Крюгера з розбиттям на зони шириною 3° (1,5° з кожного боку від центрального меридіана). Вужчі зони дозволяють значно поліпшити масштабний коефіцієнт уздовж центрального меридіана — він стає 0,9999, що призводить до менших спотворень порівняно з UTM. Перша зона MTM (зона 1) має центральний меридіан на W53°, який проходить поблизу Сент-Джонса ((Ньюфаундленд і Лабрадор). Нумерація зон збільшується на захід. У Канаді є всього 32 зони МТМ. Проте деякі зони (між 1 і 13) змінено на півградуса, щоб уникнути проходження межі зони через населені пункти. Проєкцію MTM, яку також називають 3-градусною поперечною проєкцією Меркатора (3TM), можна розглядати як ущільнення проєкції UTM.
Щоб уникнути негативних координат, справжній початок сітки координат зсунутий на рівно на 304 800 м на захід відносно точки перетину осьового мередіана зони й екватора.
Попри однакові принципи побудови UTM і MTM, вони не є тотожні. Їх не можна сумістити переносом і поворотом. Більше того, пряма лінія, прокладена між двома точками в UTM, не буде збігатися з  лінією, якщо ці точки перенести в MTM.